# Louis Guédy

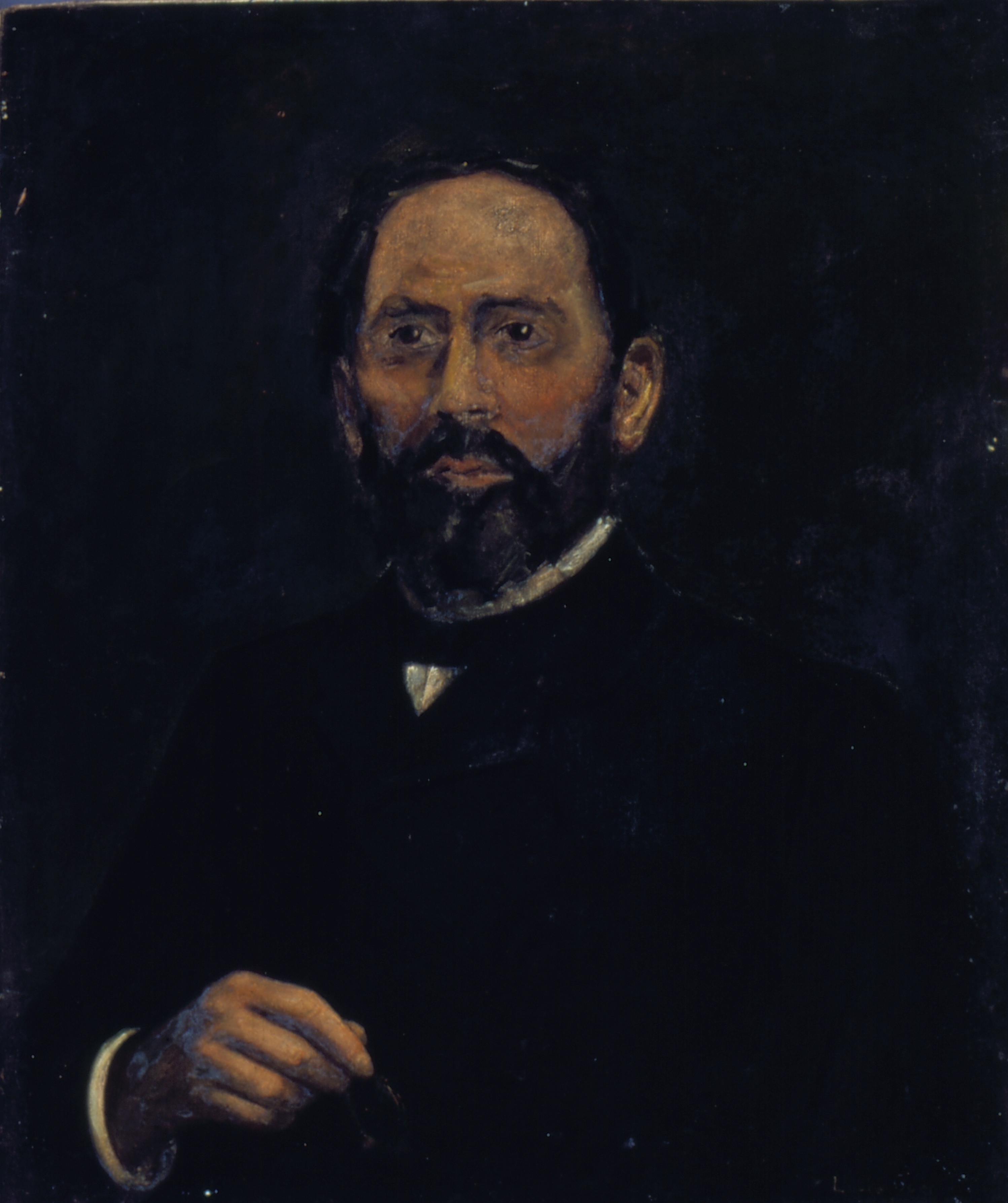
Retrato de Jorge Tibiriçá, no acervo do Museu Paulista.

Louis Guédy (Grenoble, 1847 - 1926), também chamado Louis Guedi, foi um pintor francês. Em sua carreira, especializou-se em pintura histórica e retratos.
Estudou na École des Beaux-Arts de Paris, foi aluno de Adolphe Yvon  e participa de sua primeira grande exposição em 1877. Instalou seu ateliê em Pau.
Tem obras em exposição no Musée de Grenoble,  no Musée de l'Armée em Paris, no Musée de Beaux Arts em Chambéry , no Musée Hector Berlioz, no Museu Histórico e Diplomático do Itamaraty e no Museu Paulista. Na coleção deste último, consta um retrato de Jorge Tibiriçá.
Entre suas obras também tem uma coleção de 265 desenhos à lápis, realizados no Principado de Mônaco, onde retrata os tipos de jogadores do cassino de Monte Carlo e um título irônico sobre o perfil psicológico do jogador .]

## Obras
- Portrait du général Nicolas Oudinot, 1853, Musée de l'Armée (Paris).
- Portrait d'Hector Berlioz, 1890, Musée Hector-Berlioz à La Côte-Saint-André (Isère).
- Portrait du général Charles Denis Sauter Bourbaki (1816-1897), Peint vers 1880, Musée de l'Armée (Paris).
- Portrait de Jules Guédy, Musée de Grenoble (inv. MG 1010) [3].
- Scène champêtre, Musée des beaux-arts de Chambéry [3].
- Portrait de Corot, Musée Mainssieux à Voiron (Isère, France)
- Nasir Al-Din Shah Qajar , 1889 [7]
- La Marquise de Rolland de Lastous [7]
- Rouget de Lisle, 1909 [7]
- Evening, or Lost Illusions (after Charles Gleyre), 1898 [7]
- Caricature des types de Joueurs au Casino de Monte Carlo, 1905 - 1909 [7]
- Paysage aux environs de Pau, 1875 [7]
- Portrait de Théodore de Bèze, prieur de Longjumeau [7]
- Village et fontaine au pied de la Jungfrau, 1890 [7]